# Smelowskia alba
Smelowskia alba är en korsblommig växtart som först beskrevs av Pall., och fick sitt nu gällande namn av Eduard August von Regel. Smelowskia alba ingår i släktet Smelowskia och familjen korsblommiga växter. Inga underarter finns listade i Catalogue of Life.